# Liste des gouverneurs de la Martinique
Cette page liste les administrateurs coloniaux en Martinique entre 1635 et 1890 puis Gouverneurs généraux, lieutenants généraux, capitaines généraux et gouverneurs jusqu'en 1946 et la loi de départementalisation (28 mars 1946) créant en lieu et place du gouverneur, le poste de préfet de la Martinique.
Le gouverneur a le pouvoir de promulguer, par arrêté, les lois et décrets de la métropole qui devaient être appliqués dans la colonie. Il a des pouvoirs d'administration dans tous les domaines, il exerce l'autorité civile.
| Début             | Fin             | Identité |
| ----------------- | --------------- | --- |
| 1626              | Décembre 1635   | Pierre Belain d'Esnambuc (n. 1585 - d. 1636) |
| 17 décembre 1635  | 1636            | Jean Dupont(en), ou du Pont gouverneur sous l'autorité de Pierre Belain d'Esnambuc, capitaine général de Saint-Christophe et gouverneur pour le roi. |
| 2 septembre 1636  | février 1646    | Jacques Dyel du Parquet (1re fois), gouverneur sénéchal de l'île pour la compagnie des îles d'Amérique, neveu de Pierre Belain d'Esnambuc            |
| Février 1646      | janvier 1647    | Jérôme du Sarrat, sieur de la Pierrière (par intérim durant l'absence de Jacques Dyel du Parquet)                                                    |
| janvier 1647      | 1658            | Jacques Dyel du Parquet (2e fois), obtient le grade de général                                                                                       |
| 15 septembre 1658 | 1658            | Dyel de Vaudroque, gouverneur |
| 1658              | -               | Vacance de la lieutenance générale |
| 1658              | 1659            | Marie Bonnard du Parquet (f) (d. 1659), épouse de Jacques Dyel du Parquet                                                                            |
| septembre 1659    | 1662            | Adrien Dyel du Parquet, sieur de Vaudrocque et de Limpiville (d. 1662), frère aîné de Jacques Dyel du Parquet                                        |
| 1662              | 1663            | Médéric Rolle, sieur de Gourselas |
| 1663              | 1664            | Adrien Jacques Dyel du Parquet, sieur de Clermont |
| 7 juin 1664       |                 | Alexandre de Prouville, marquis de Tracy, chevalier, seigneur de Tracy, lieutenant général                                                           |
| 1667              |                 | Joseph-Antoine Le Febvre, sieur de la Barre, lieutenant général                                                                                      |
| 1665              | 1669            | Robert le Fichot des Friches, sieur de Clodoré |
| 4 février 1669    |                 | Jean-Charles de Baas Castelmore marquis de Baas, 1er gouverneur, lieutenant général pour sa majesté                                                  |
| 1669              | 1670            | François Rolle de Laubière |
| 1670              | 1679            | Antoine-André de Sainte-Marthe de Lalande, chevalier de Sainte-Marthe.                                                                               |
| 1687              | 1689            | Charles de Pechpeyrou-Comminges de Guitaut |
| février 1689      | 31 mars 1689    | Claude de Roux, chevalier de Saint-Laurent (par intérim) (d. 1689)                                                                                   |
| 14 mars 1697      |                 | Thomas-Claude Renart de Fuchsamberg, marquis d'Amblimont                                                                                             |
| 23 mai 1701       |                 | Comte d'Esnotz |
| 24 mars 1703      | janvier 1709    | Charles François de Machault de Bellemont |
| janvier 1709      | 1711            | Nicolas de Gabaret (1641-1712) par intérim après le décès de De Bellemont en janvier 1709                                                            |
| 3 janvier 1711    | 1711            | Raymond Balthazar Phélypeaux, sieur de Verger |
| 1711              | 1715            | Jean-Pierre de Charitte, (1658-1723) |
| 2 janvier 1715    | 1717            | Abraham Duquesne-Guitton, marquis du Quesne (1648-1724)                                                                                              |
| 1717              | 1717            | Antoine d'Arcy de la Varenne, (1656-1732) |
| 5 octobre 1717    | 1717            | marquis Isaac de Pas de Feuquières dit Le chevalier de Feuquières                                                                                    |
| 1717              | 1721            | de Hurault |
| 1721              | 1728            | Jean-Charles de Bochart, sieur de Champigny (d. 1754)                                                                                                |
| 3 février 1728    | 1728            | Jacques-Charles Bochard, marquis de Champigny |
| 1728              | 1737            | Jean-François Louis de Brach, (1668-1737) |
| 1737              | 1742            | …? |
| 1742              | 1744            | André Martin, sieur de Pointesable (d. 1750) . |
| 9 mai 1744        | 12 mai 1750     | Charles de Tubières de Pastel de Levoy de Grimoard, marquis de Caylus, (1698- vers 1750)                                                             |
| 9 novembre 1750   | 1752            | Maximin, marquis de Bompar, (1698-1773) |
| 1752              | 1757            | Alexandre Rouillé de Rocourt |
| 31 mai 1757       | 7 février 1761  | Marquis François de Beauharnais (1714-1800) |
| 7 février 1761    | 13 février 1762 | Louis Le Vassor de La Touche de Tréville (1709-1781).                                                                                                |
| 13 février 1762   | 1762            | Prise de l'île par les Anglais, sous les ordres de l'amiral George Brydges Rodney et du général Robert Monckton.                                     |
| 21 mai 1762       | 1763            | Occupation anglaise : William Rufane |
| 11 juillet 1763   | 1765            | François-Louis de Salignac de La Mothe, marquis de Fénelon (1722-1764), après la remise de l'île                                                     |
| 20 mars 1765      | 1771            | Victor-Thérèse Charpentier, comte d'Ennery (1732-1776)                                                                                               |
| 2 janvier 1771    | 1772            | Louis-Florent de Vallière (1721-1775), appelé Chevalier de Vallière                                                                                  |
| 9 mars 1772       | 15 mars 1776    | Vital Auguste, marquis de Grégoire, comte de Nozières (1715 - ?)                                                                                     |
| 15 mars 1776      | mai 1777        | Comte Robert d'Argout (1724-1780) |
| 5 mai 1777        | 1782            | François Claude marquis de Bouille |
| 2 septembre 1782  | mars 1791       | Claude Charles de Marillac, vicomte de Damas (1731- vers 1800), lieutenant du gouverneur général                                                     |
| 1777              | mars 1783       | François Claude Amour du Chariol, marquis de Bouillé (n. 1739 - d. 1800).                                                                            |
| 3 mai 1784        | juillet 1789    | Claude Charles de Marillac, vicomte de Damas (1731- vers 1800), gouverneur général                                                                   |
| juillet 1789      | avril 1790      | Charles Joseph Hyacinthe du Houx, marquis de Vioménil (1734-1827) (intérim de Damas).                                                                |
| 26 mars 1790      | mars 1791       | Claude Charles de Marillac, vicomte de Damas (1731- vers 1800)                                                                                       |
| 1791              | 3 juillet 1792  | Jean Pierre Antoine, comte de Béhague (1727-1813) |
| 3 février 1793    | 22 mai 1794     | Donatien-Marie-Joseph de Rochambeau (1755-1813) |
| 1794              | 1794            | Prise de la colonie par les Anglais, sous les ordres de sir Ch. Grey et John Jervis                                                                  |
| 22 avril 1794     | 1794            | Occupation anglaise : Robert Prescott (1725-1816) |
| 22 novembre 1794  | 1795            | Occupation anglaise : Sir John Vaughan (en) (1731-1795)                                                                                              |
| 6 juillet 1795    | 1796            | Occupation anglaise : Sir Robert Shore Milnes (1746-1837)                                                                                            |
| 1796              | 1802            | Occupation anglaise : William Keppel (17XX-1834) |
| 13 septembre 1802 | 21 février 1809 | Amiral Louis Thomas Villaret-Joyeuse (1747-1812), capitaine général après la remise de l'île                                                         |
| 1809              | 1809            | Prise de l'île par les Anglais, sous les ordres du lieutenant général George Beckwith, et l'amiral Alexander Cochrane.                               |
| 24 février 1809   | 1810            | Occupation anglaise : Sir George Beckwith (1753-1823), gouverneur civil provisoire.                                                                  |
| 27 février 1810   | 1812            | Occupation anglaise : John Broderick (1765-1842), major général, gouverneur civil                                                                    |
| 1812              | 1814            | Occupation anglaise : Charles Wale (1763-1845) |
| 10 juin 1809      | 1812            | Occupation anglaise : Lindsay |
| 12 décembre 1814  | 1818            | Pierre René Marie, comte de Vaugiraud (1741-1819), vice-amiral, lieutenant général, après la remise de l'île                                         |
| 15 janvier 1818   | 1826            | Comte François-Xavier Donzelot (1764-1843), lieutenant général, gouverneur et administrateur pour le roi                                             |
| juin 1826         | 1828            | Comte François de Bouillé (1779-1853), maréchal de camp, gouverneur                                                                                  |
| 20 juin 1828      | 1829            | Jean Etienne Barré, maréchal de camp, (gouverneur par intérim)                                                                                       |
| 1829              | 1830            | Louis Henri de Saulces de Freycinet (1777-1840), gouverneur                                                                                          |
| 6 février 1830    | 1830            | Colonel Joseph Gérodias (1773-1852), (gouverneur par intérim)                                                                                        |
| 1er novembre 1830 | 1834            | Contre-amiral Jean Henri Joseph Dupotet (1777-1852), gouverneur                                                                                      |
| 6 janvier 1834    | 1836            | Vice-amiral Emmanuel Halgan, gouverneur |
| 6 mars 1836       | 1837            | Contre-amiral Ange René Armand de Mackau, commandant en chef des forces navales dans les Antilles, gouverneur                                        |
| 1837              | 1838            | Général Henri Gatien Bertrand |
| 11 janvier 1838   | 1838            | Colonel Claude Rostoland (gouverneur par intérim) |
| 5 juillet 1838    | 1840            | Contre-amiral Alphonse Louis Théodose, comte de Moges, commandant en chef des forces navales dans les Antilles, gouverneur                           |
| 22 août 1840      | 1844            | Contre-amiral Étienne-Henri Mengin du Val d'Ailly, gouverneur                                                                                        |
| 2 décembre 1844   | 26 mars 1848    | Pierre Louis Aimé Mathieu, nommé contre-amiral par ordonnance royale du 18 octobre 1846, gouverneur                                                  |
| 27 mars 1848      | Juin 1848       | Général Claude Rostoland, maréchal de camp, gouverneur provisoire                                                                                    |
| 3 juin 1848       | Novembre 1848   | Chef de Bataillon Auguste-François Perrinon, commissaire général de la République                                                                    |
| 4 novembre 1848   | Avril 1851      | Contre-amiral Armand Joseph Bruat, gouverneur, commandant la station navale                                                                          |
| 12 juin 1851      | 1853            | Contre-amiral Auguste Napoléon Vaillant, gouverneur général des Antilles, commandant la station navale                                               |
| 16 juillet 1853   | 1853            | Colonel Jacques Brunot, colonel d'infanterie de marine, (gouverneur par intérim)                                                                     |
| 23 septembre 1853 | 1856            | Contre-amiral Louis Henri de Gueydon, comte de Gueydon, capitaine de vaisseau, nommé contre-amiral par décret du 2 décembre 1854, gouverneur         |
| 17 juillet 1856   | 1856            | Louis-André Lagrange, commissaire de la marine de première classe, (gouverneur par intérim)                                                          |
| 12 décembre 1856  | 1859            | Général Armand Louis Joseph Denis, comte Fitte de Soucy, général de division, gouverneur                                                             |
| 14 janvier 1859   | 1859            | Louis-André Lagrange, commissaire de la marine de première classe, (gouverneur par intérim)                                                          |
| 1859              | 1863            | Antoine Marie Ferdinand de Maussion de Candé, contre-amiral, gouverneur                                                                              |
| 29 janvier 1863   | 1863            | A.C. Vérand, commissaire de marine de première classe, (gouverneur par intérim)                                                                      |
| 15 juillet 1864   | 1867            | François-Théodore de Lapelin, capitaine de vaisseau, gouverneur                                                                                      |
| 9 janvier 1867    | 1867            | A.C. Vérand, commissaire général de la marine, (gouverneur par intérim)                                                                              |
| 22 février 1867   | 8 avril 1869    | Charles Bertier, avocat, journaliste ancien Conseiller d'État, gouverneur                                                                            |
| 9 avril 1869      | 1870            | Couturier, directeur de l'intérieur, (gouverneur par intérim)                                                                                        |
| 1870              | 1871            | Charles Menche de Loisne, gouverneur |
| 26 avril 1871     | 1871            | Gilbert-Pierre, commissaire de la marine, ordonnateur, (gouverneur par intérim)                                                                      |
| 30 août 1871      | 1874            | Georges Cloué, contre-amiral, gouverneur |
| 11 mars 1874      | 1875            | L. Michaux, commissaire de la marine, ordonnateur, (gouverneur par intérim)                                                                          |
| 21 avril 1875     | 1877            | Thomas Louis Kirkland Le Normant de Kergrist, contre-amiral, gouverneur                                                                              |
| 5 août 1877       | 1879            | Marie Bruno Ferdinand Grasset, contre-amiral, gouverneur                                                                                             |
| 10 juillet 1879   | 1879            | C.A. Lacouture, commissaire de première classe de la marine, (gouverneur par intérim)                                                                |
| 20 décembre 1879  | 1881            | Théophile Aube, capitaine de vaisseau, gouverneur |
| 10 juin 1881      | 1881            | J.C. Morau, commissaire de marine, (gouverneur par intérim)                                                                                          |
| 20 juillet 1881   | 1887            | Vincent Allègre, gouverneur titulaire (1884, Sainte-Luce, directeur de l'intérieur, (gouverneur par intérim))                                        |
| 1er juillet 1887  | 1887            | Coridon, (gouverneur par intérim) |
| 9 juillet 1887    | 1888            | Louis Albert Grodet, gouverneur titulaire |
| 1er août 1888     | 22 janvier 1889 | J.C. Morau, commissaire général de la marine, (gouverneur par intérim)                                                                               |
| 23 janvier 1889   | 1889            | Merlin, gouverneur titulaire |
| 11 juillet 1889   | 1902            | Coridon, (gouverneur par intérim) |
| 17 octobre 1889   | 1890            | Germain Casse, gouverneur titulaire |
| Août 1890         | 9 juin 1895     | Delphino Moracchini, gouverneur |
| 10 juin 1895      | 1898            | Noël Pardon, gouverneur |
| 1898              | 1901            | Marie Louis Gustave Gabrié, gouverneur (1900-1901, Merlin, (gouverneur par intérim))                                                                 |
| Juillet 1901      | 8 mai 1902      | Louis Mouttet, gouverneur |
| 1902              | 1904            | Jean Baptiste Philémon Lemaire, gouverneur |
| Juin 1904         | 1907            | Alphonse Bonhoure, gouverneur |
| 1907              | 1908            | Charles Louis Lépreux, gouverneur |
| 1908              | 1913            | Fernand Foureau, gouverneur |
| 1913              | 1914            | Joseph Henri Alfred Vacher, gouverneur |
| 2 février 1914    | 1915            | Georges Poulet |
| 1915              | 1920            | Camille Guy |
| 1920              | 1921            | Maurice Gourbeil |
| 1921              | 1922            | Fernand Lévecque |
| 1922              | 1923            | Charles Sergent-Alleaume (gouverneur par intérim) |
| 1923              | 1924            | Henri Richard (1re fois), |
| 1924              | 1924            | Julien Cantau (1re fois), |
| 1924              | 1925            | Henri Richard (2e fois), |
| 1925              | 1927            | Robert de Guise |
| 1927              | 1928            | Julien Cantau (2e fois), |
| 1928              | 1929            | Louis Gerbinis (en) (1re fois), |
| 1929              | 1930            | Julien Cantau (3e fois), |
| 1930              | 1933            | Louis Gerbinis (2e fois), |
| 1933              | 1934            | Félix Éboué |
| 1934              | 1934            | René Véber (1re fois), |
| 21 septembre 1934 | 1935            | Matteo Mathieu Maurice Alfassa |
| 1935              | 1935            | René Véber (2e fois), |
| 1935              | 1936            | Jacques Louis Fousset |
| 1936              | 1938            | Jean-Baptiste Alberti |
| 1938              | 1938            | Ernest Deproge (1re fois), |
| 1938              | 1938            | André Allys |
| 1938              | 1939            | Maurice Decharte |
| 1939              | 1940            | Georges Spitz |
| 1940              | 1940            | Ernest Deproge (2e fois), |
| 1940              | 1940            | Henri Bressoles |
| 1940              | 1943            | Yves Marie Nicol |
| 1943              | 1943            | Henri Hoppenot |
| 1943              | 1944            | Georges Ponton |
| 1944              | 1944            | Antoine Angelini |
| 1944              | 1946            | Georges Parisot |
| 1946              | 1947            | Georges Orselli |

## Annexe
- Liste des préfets de la Martinique
- Liste des gouverneurs de la partie française de Saint-Christophe (de 1628 à 1702).
- Listes des dirigeants de la partie française de Saint-Martin
- Liste des gouverneurs et maires de Saint-Barthélemy
- Liste des gouverneurs généraux des Antilles françaises
- Liste des gouverneurs de Guadeloupe